# Tripladenia
Tripladenia es un género monotípico de plantas herbáceas, perteneciente a la familia Colchicaceae. Su única especie: Tripladenia cunninghamii D.Don  es originaria de Queensland y Nueva Gales del Sur en Australia.